# 三木亮
三木 亮（みき りょう、1991年10月25日 - ）は、大阪府高石市出身の元プロ野球選手（内野手）、野球指導者。右投右打。

## 経歴

### プロ入り前
東羽衣小学校1年から軟式野球を始める。小学校時代は高石南スターズに所属し、野球の基礎を習得。野球を始めたばかりの頃は、父親に買ってもらった軟式野球ボールを使って行った壁当て練習で、夢中になるあまり2～3日でボールの表面がつるつるになってしまっていたという。高石中学校時代は高石ボーイズに所属。
石川県金沢市の遊学館高等学校へ進学し、1年時からベンチ入りを果たす。2年時に石川県大会準優勝が最高成績で甲子園出場はなかった。高校通算34本塁打。3年時にプロ志望届を提出するも指名漏れとなった。
その後、上武大学ビジネス情報学部へ進学。

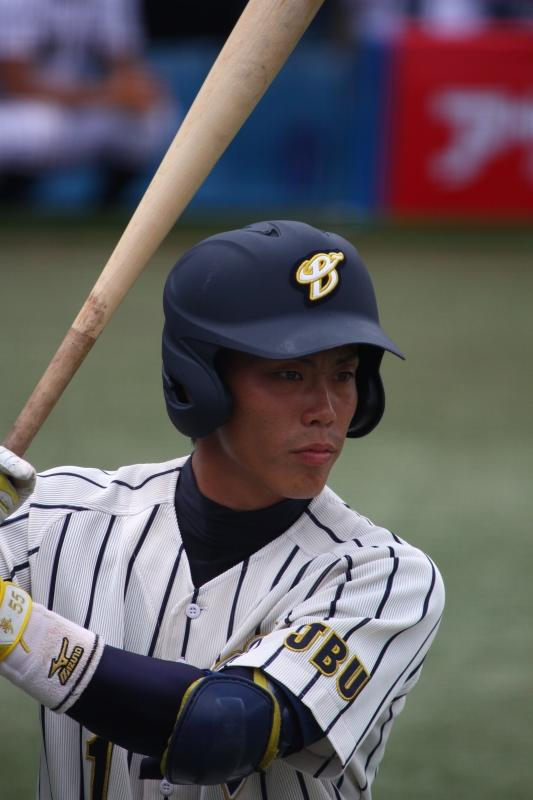
上武大学時代（2013年）

関甲新学生野球連盟リーグでは、1年春からリーグ戦に出場。2年時の秋季リーグでは打率.400で首位打者を、3年春季リーグでは打点王を獲得。その後、秋季リーグでの試合で盗塁の際に右足首を骨折し10月に手術。守備練習や走り込みが出来なくなった冬期期間中に行っていた、主に椅子に座った状態でのティー打撃練習は一日に1000スイングになることもあったが、功を奏し打撃技術の向上につながったと本人が語っている。
2013年6月、3年連続12度目の出場となった全日本大学野球選手権で創部初の優勝、三木は大会5試合で1本塁打、8打点、打率.300とチームを日本一に導く活躍を見せた。また大会第3日準々決勝の対天理大学戦で打った満塁本塁打は大会700号という記念にもなっている。同年の7月には第39回日米大学野球では大学日本代表に選出された。第4戦の守備で右膝を負傷し途中交代。その後の甲新学生野球連盟秋季リーグでは、主にDHと本来の遊撃手よりは守備負担の軽い三塁手として出場した。
2011年秋季リーグ、2012年春季リーグ、2013年春季リーグでベストナイン選出。
関甲新学生野球連盟リーグの通算成績は、75試合出場で、271打数85安打、7本塁打、56打点、打率.313。
2013年10月24日に行われたドラフト会議では、千葉ロッテマリーンズから3位指名を受け、11月24日に群馬県伊勢崎市の上武大学伊勢崎キャンパスにて仮契約を結び、「開幕一軍が目標。守備でアピールしたい」と抱負を語った。契約金6000万円、年俸1200万円（金額は推定）、背番号は37。
遊学館高等学校出身のプロ野球選手としては、2005年の鈴木将光、2006年の小嶋達也に次いで3人目。

### ロッテ時代
2014年は、2月の石垣島キャンプ中に左太もも裏側の肉離れで、しばらく別メニュー調整となり、その後一軍を離脱した。3月8日、ロッテの本拠地・QVCマリンフィールドでのシーズン初のオープン戦となる、対福岡ソフトバンクホークス戦において、当初試合前練習と新加入選手紹介セレモニーのみの参加予定が、同期入団の肘井竜蔵とともに急遽ベンチ入り。6回から遊撃手として守備につき、7回の初打席は遊ゴロだった。オープン戦の出場はこの1試合のみで、目標としていた「開幕一軍」はかなわず二軍からのスタートとなった。4月13日に初めて出場選手登録されると、同日の対東北楽天ゴールデンイーグルス戦（QVCマリン）、8回裏一死の場面で鈴木大地の代打として公式戦初出場、初打席でプロ入り初安打となる左前打を記録。そのまま9回表に遊撃手として守備についた。その後5月14日に出場選手登録を抹消されると、8月25日には大学時代に痛めた右膝半月板部分切除手術を受け、後半戦はリハビリに励んだ。
2015年、4月28日に「侍ジャパン大学日本代表 対 NPB選抜」のNPB選抜に選出されたが、6月25日に出場辞退したことが発表された。シーズンでは主に代走や守備固めとして
40試合に出場し、打率.138を記録。10月5日の北海道日本ハムファイターズ戦（QVCマリン）ではプロ初本塁打を放った。
2016年は、主に二塁手と三塁手の守備固めとして75試合に出場したが、打率は.185だった。
2017年は、鈴木のコンバートに伴う形で、中村奨吾、平沢大河らと共に遊撃手のレギュラーの座を争ったが、開幕は二軍スタート。しかし、遊撃手で開幕スタメンを勝ち取った中村奨吾が4月6日に不振のため二軍へ降格すると、入れ替わる形で一軍に昇格。その後は平沢、大嶺翔太らと併用される形でスタメン出場の機会が増え、6月23日の対オリックス・バファローズ9回戦（ほっともっとフィールド神戸）では決勝適時打を含む自身初の1試合4安打を記録した。しかし、8月24日の対東北楽天ゴールデンイーグルス18回戦（ZOZOマリン）で、4回に安樂智大から右手に死球を受け負傷交代。検査の結果、「右手母指末節骨骨折、右手第二指中手指節関節剥離骨折」と診断され、以降の出場はなくシーズンを終えた。シーズンを通しては自己最多の85試合、遊撃手としてチーム最多の78試合に出場した。
2018年は、シーズンを通して一度も離脱することなく一軍に帯同したが、新人の藤岡裕大の加入もあって66試合の出場、先発出場は6試合（うち3試合はプロ入り後初となる外野手としての出場）、遊撃手としての出場は5試合のみとなった。
2019年は、脳震盪や死球による打撲による離脱はあったものの、シーズンを通して一軍に帯同。正遊撃手の藤岡の怪我もあり、自己最多の89試合に出場した。シーズン終盤に右膝を痛め、オフに都内の病院を受診したところ、右膝蓋大腿関節軟骨損傷と診断されたため、自身の誕生日である10月25日に鏡視下右膝軟骨修復術および右膝ガングリオン切除術を受けた。また、楽天に移籍した酒居知史がつけていて、過去に中村奨吾、塀内久雄、大塚明らが背負った23に背番号を変更した。
2020年は、春季キャンプ・開幕を二軍で迎えたが、8月23日に西巻賢二と入れ替わり一軍に昇格。主に三塁手の安田尚憲や一塁手の井上晴哉の守備固めとして22試合に出場したが、10月6日に新型コロナウイルス感染の有無を調べるPCR検査で陽性判定を受けたことにより出場選手登録を抹消され、その後は一軍に昇格することなくレギュラーシーズンを終えた。クライマックスシリーズ第1戦の11月14日に茶谷健太と入れ替わりで一軍に昇格。第2戦の8回裏に遊撃手として途中出場したが、打席に立つ機会はなくチームは敗退した。
2021年は、新型コロナウイルス感染拡大による営業時間短縮要請に伴い、延長戦を実施しなかったため、終盤に代走や守備固めでの出場機会が増加。最終的に84試合に出場したが、先発出場が一度も無かった。特に終盤はブランドン・レアードに代わって一塁手として出場することが多く、監督の井口資仁からは「陰のMVP」とと称えられた。また、その起用法から打席に立つ機会は少なかったが、 シーズン78試合目の出場となった10月13日の対オリックス戦（京セラドーム大阪）では、シーズン10打席目で能見篤史からダメ押し適時打となるシーズン初安打を放った。打撃面での最終成績は11打数1安打であったが、オフには100万円増となる推定年俸2150万円で契約更改した。
2022年は、シーズン開幕を一軍で迎えたものの、新型コロナウイルスに感染したため、4月1日に特例2022により安田尚憲と入れ替わる形で登録抹消された。その後、同8日に菅野剛士と入れ替わりで再登録され、同28日の対楽天戦（ZOZOマリン）では、「7番・三塁手」で2年ぶりに先発出場し、2打数1安打を記録。8月25日の対埼玉西武ライオンズ戦（ZOZOマリン）では、5-5と同点の9回一死満塁の打席で、増田達至から遊撃手へのサヨナラ内野安打を放った。最終成績は46試合の出場で打率.160、1打点だった。6月頃から左膝を痛めていたため、シーズンオフの11月1日には「左膝半月板損傷に対する関節鏡視下半月板切除術」を受けた。12月6日には50万円減となる推定年俸2100万円で契約更改した。
2023年は、前年オフに受けた手術のリハビリを続けていたが、5月19日のイースタン・リーグ・横浜DeNAベイスターズ戦で実戦復帰。同日のシーズン初打席でレフトへ適時打を放つと、同24日の東京ヤクルトスワローズ戦では本塁打を放った。しかし、最終的な二軍成績は64試合の出場で打率.210、3本塁打、19打点で、プロ入り後初の一軍出場無しに終わり、シーズンオフの10月31日に江村直也と共に現役引退を発表した。

### 現役引退後
11月29日、翌2024年から二軍内野守備兼走塁コーチを務める事が発表された。背番号は72。

## 選手としての特徴
内野ならどこでも守れる器用さを持ち、広い守備範囲と正確なスローイング、打球に対する反応の良さは、派手さはないが安定感は抜群で、その堅実な守備力は高く評価されている。特に、2019年からは4年連続で内野の全ポジションで出場し、途中出場した試合では2019年4月24日の西武戦から無失策を継続したまま現役引退した。
打撃面では、比較的小柄ながらもパンチ力と勝負強い打撃も魅力。

## 人物
愛称は「みっきー」、「みきてぃー」。
自分の性格をひと言で言うと「人見知り」と述べている。だが、他の選手のホームランパフォーマンスに積極的に参加するなど、ムードメーカーとしての一面も持つ。
代走や守備固めとして出場することが多いためベンチで過ごすことが多いが、その際は声出しを欠かさずにベンチを盛り上げ、、チームが優勝争いした2021年には、監督の井口資仁から「陰のMVP」と称えられた。また、ブランドン・レアードが本塁打を打った際、ベンチ前で寿司を握るパフォーマンスを行うが、握られた寿司を食べるパフォーマンスを行ったり、チームがサヨナラ勝ちした際には氷水が入ったバケツを持って、サヨナラ打を放った選手に浴びせるなど、チームを盛り上げる選手として知られる。

## 詳細情報

### 年度別打撃成績
| 年 度     | 球 団     | 試 合 | 打 席 | 打 数 | 得 点 | 安 打 | 二 塁 打 | 三 塁 打 | 本 塁 打 | 塁 打 | 打 点 | 盗 塁 | 盗 塁 死 | 犠 打 | 犠 飛 | 四 球 | 敬 遠 | 死 球 | 三 振 | 併 殺 打 | 打 率 | 出 塁 率 | 長 打 率 | O P S |
| --------- | --------- | ----- | ----- | ----- | ----- | ----- | -------- | -------- | -------- | ----- | ----- | ----- | -------- | ----- | ----- | ----- | ----- | ----- | ----- | -------- | ----- | -------- | -------- | ----- |
| 2014      | ロッテ    | 18    | 20    | 17    | 0     | 3     | 0        | 0        | 0        | 3     | 0     | 0     | 0        | 2     | 0     | 1     | 0     | 0     | 5     | 2        | .176  | .222     | .176     | .399  |
| 2015      | ロッテ    | 40    | 29    | 29    | 6     | 4     | 0        | 0        | 1        | 7     | 2     | 1     | 0        | 0     | 0     | 0     | 0     | 0     | 5     | 2        | .138  | .138     | .241     | .379  |
| 2016      | ロッテ    | 75    | 58    | 54    | 8     | 10    | 1        | 1        | 0        | 13    | 2     | 0     | 0        | 3     | 0     | 1     | 0     | 0     | 17    | 1        | .185  | .200     | .241     | .441  |
| 2017      | ロッテ    | 85    | 229   | 207   | 18    | 50    | 9        | 0        | 2        | 65    | 19    | 0     | 1        | 9     | 2     | 8     | 0     | 3     | 55    | 1        | .242  | .277     | .314     | .591  |
| 2018      | ロッテ    | 66    | 41    | 34    | 11    | 8     | 1        | 0        | 0        | 9     | 4     | 3     | 0        | 5     | 0     | 1     | 0     | 1     | 8     | 2        | .235  | .278     | .265     | .542  |
| 2019      | ロッテ    | 89    | 145   | 126   | 20    | 27    | 3        | 0        | 2        | 36    | 15    | 5     | 0        | 8     | 1     | 6     | 0     | 4     | 38    | 1        | .214  | .270     | .286     | .556  |
| 2020      | ロッテ    | 22    | 5     | 4     | 1     | 1     | 0        | 0        | 0        | 1     | 0     | 0     | 0        | 1     | 0     | 0     | 0     | 0     | 2     | 0        | .250  | .250     | .250     | .500  |
| 2021      | ロッテ    | 84    | 11    | 9     | 5     | 1     | 1        | 0        | 0        | 2     | 2     | 1     | 0        | 1     | 0     | 1     | 0     | 0     | 2     | 1        | .111  | .200     | .222     | .422  |
| 2022      | ロッテ    | 46    | 34    | 25    | 2     | 4     | 0        | 0        | 0        | 4     | 1     | 1     | 0        | 7     | 0     | 1     | 0     | 1     | 8     | 0        | .160  | .222     | .160     | .382  |
| 通算：9年 | 通算：9年 | 525   | 572   | 505   | 71    | 108   | 15       | 1        | 5        | 140   | 45    | 11    | 1        | 36    | 3     | 19    | 0     | 9     | 140   | 10       | .214  | .254     | .277     | .531  |

### 年度別守備成績
| 年 度 | 球 団  | 一塁  | 一塁  | 一塁  | 一塁  | 一塁  | 一塁     | 二塁  | 二塁  | 二塁  | 二塁  | 二塁  | 二塁     | 三塁  | 三塁  | 三塁  | 三塁  | 三塁  | 三塁     | 遊撃  | 遊撃  | 遊撃  | 遊撃  | 遊撃  | 遊撃     | 外野  | 外野  | 外野  | 外野  | 外野  | 外野     |
| 年 度 | 球 団  | 試 合 | 刺 殺 | 補 殺 | 失 策 | 併 殺 | 守 備 率 | 試 合 | 刺 殺 | 補 殺 | 失 策 | 併 殺 | 守 備 率 | 試 合 | 刺 殺 | 補 殺 | 失 策 | 併 殺 | 守 備 率 | 試 合 | 刺 殺 | 補 殺 | 失 策 | 併 殺 | 守 備 率 | 試 合 | 刺 殺 | 補 殺 | 失 策 | 併 殺 | 守 備 率 |
| ----- | ------ | ----- | ----- | ----- | ----- | ----- | -------- | ----- | ----- | ----- | ----- | ----- | -------- | ----- | ----- | ----- | ----- | ----- | -------- | ----- | ----- | ----- | ----- | ----- | -------- | ----- | ----- | ----- | ----- | ----- | -------- |
| 2014  | ロッテ | -     | -     | -     | -     | -     | -        | 4     | 2     | 2     | 0     | 0     | 1.000    | 8     | 3     | 7     | 0     | 0     | 1.000    | 4     | 0     | 1     | 0     | 0     | 1.000    | -     | -     | -     | -     | -     | -        |
| 2015  | ロッテ | 7     | 15    | 3     | 0     | 0     | 1.000    | 12    | 12    | 13    | 1     | 1     | .962     | 5     | 2     | 4     | 0     | 0     | 1.000    | 7     | 4     | 5     | 1     | 0     | .900     | -     | -     | -     | -     | -     | -        |
| 2016  | ロッテ | 1     | 3     | 1     | 0     | 0     | 1.000    | 37    | 37    | 39    | 1     | 8     | .987     | 28    | 9     | 14    | 2     | 1     | .920     | 7     | 3     | 7     | 0     | 2     | 1.000    | -     | -     | -     | -     | -     | -        |
| 2017  | ロッテ | 3     | 10    | 0     | 0     | 1     | 1.000    | -     | -     | -     | -     | -     | -        | 4     | 1     | 2     | 0     | 0     | 1.000    | 78    | 84    | 196   | 5     | 37    | .982     | -     | -     | -     | -     | -     | -        |
| 2018  | ロッテ | 28    | 40    | 5     | 0     | 3     | 1.000    | -     | -     | -     | -     | -     | -        | 13    | 1     | 3     | 0     | 1     | 1.000    | 5     | 6     | 7     | 1     | 1     | .929     | 3     | 1     | 0     | 0     | 0     | 1.000    |
| 2019  | ロッテ | 1     | 4     | 0     | 0     | 1     | 1.000    | 10    | 12    | 9     | 1     | 2     | .955     | 24    | 1     | 8     | 0     | 0     | 1.000    | 56    | 52    | 87    | 2     | 17    | .986     | -     | -     | -     | -     | -     | -        |
| 2020  | ロッテ | 6     | 15    | 3     | 0     | 0     | 1.000    | 1     | 0     | 1     | 0     | 1     | 1.000    | 9     | 2     | 1     | 0     | 1     | 1.000    | 3     | 2     | 0     | 0     | 0     | 1.000    | -     | -     | -     | -     | -     | -        |
| 2021  | ロッテ | 57    | 74    | 11    | 0     | 2     | 1.000    | 2     | 1     | 0     | 0     | 0     | 1.000    | 18    | 2     | 0     | 0     | 0     | 1.000    | 5     | 0     | 2     | 0     | 0     | 1.000    | -     | -     | -     | -     | -     | -        |
| 2022  | ロッテ | 16    | 21    | 2     | 0     | 0     | 1.000    | 4     | 0     | 3     | 0     | 0     | 1.000    | 21    | 6     | 1     | 2     | 0     | .778     | 6     | 1     | 3     | 0     | 0     | 1.000    | -     | -     | -     | -     | -     | -        |
| 通算  | 通算   | 119   | 182   | 25    | 0     | 7     | 1.000    | 70    | 64    | 67    | 3     | 12    | .978     | 130   | 27    | 40    | 4     | 3     | .944     | 171   | 152   | 308   | 9     | 57    | .981     | 3     | 1     | 0     | 0     | 0     | 1.000    |

### 記録
初記録
- 初出場：2014年4月13日、対東北楽天ゴールデンイーグルス3回戦（QVCマリンフィールド）、8回裏に鈴木大地の代打で出場
- 初打席・初安打：同上、8回裏に辛島航から左前安打
- 初先発出場：2014年4月20日、対福岡ソフトバンクホークス6回戦（QVCマリンフィールド）、9番・三塁手で先発出場
- 初盗塁：2015年8月8日、対福岡ソフトバンクホークス16回戦（QVCマリンフィールド）、2回裏に二盗（投手：武田翔太、捕手：髙谷裕亮）
- 初本塁打・初打点：2015年10月5日、対北海道日本ハムファイターズ25回戦（QVCマリンフィールド）、8回裏に白村明弘から左越2ラン

### 背番号
- 37（2014年 - 2019年）
- 23（2020年 - 2023年）
- 72（2024年 - ）

### 登場曲
- 「Blitzkrieg Bop」The Ramones（2014年 オープン戦）
- 「Live While We're Young」ワン・ダイレクション（2014年 - 2015年）
- 「AGEHA」GENERATIONS from EXILE TRIBE（2016年 - 2018年）
- 「Do It For Love」安室奈美恵（2019年 - 2023年）

### 代表歴
- 第39回日米大学野球選手権大会日本代表